# Bayerisches Tarock
Das Bayerische Tarock (auch Haferltarock) ist ein Kartenspiel, das in Bayern und einigen Regionen Österreichs sowie als Variante in Berlin gespielt wird. Es handelt sich, entgegen dem Namen, nicht um ein Kartenspiel der Tarock-Familie – es wird mit deutschem Blatt gespielt und ist eher mit Sechsundsechzig verwandt. Allerdings wurden einige Spielelemente aus den echten Tarockspielen übernommen, wie auch im Spiel Schafkopf. Sehr ähnliche Kartenspiele sind zudem das in Württemberg gespielte Tapp sowie das Brixentaler Bauerntarock.

## Spielmaterial
Gespielt wird mit Deutschem Blatt, traditionell mit bayerischem Bild, mit den Werten Daus (Sau) bis Sechser. Das Kartendeck umfasst insgesamt 36 Spielkarten (4 Farben mit je 9 Werten). Handelsüblich sind spezielle Kartenspiele mit dem Aufdruck Schafkopf/Tarock (vgl. Abbildung).
| Farben des deutschen Blattes |      |      |        |
| Schellen                     | Herz | Gras | Eichel |
|                              |      |      |        |

## Spielerzahl
Bayerisches Tarock wird zu dritt gespielt. Dabei erhält jeder Spieler 11 Spielkarten ausgeteilt. Drei Karten liegen verdeckt in der Mitte des Tisches und werden Stock oder Gstaat genannt. Dieser entspricht dem Talon vieler Tarockspiele. Finden sich vier Spieler zusammen, so setzt der jeweilige Kartengeber (der von Spiel zu Spiel wechselt) aus, sodass nach einer vollendeten Tarockrunde jeder Spieler dreimal gespielt und einmal gegeben hat.

## Spielziel
Ein Spieler, der das Reizen gegen die beiden anderen gewonnen hat, spielt gegen diese beiden und muss mindestens 61 Punkte erreichen. Das bedeutet, dass bei Gleichstand zwischen den Spielparteien (60 Augen/60 Augen) der Alleinspieler verloren hat. Wurde beim Reizen das Erreichen einer höheren Augenzahl (zum Beispiel 71 Augen) angesagt, so sind entsprechend viele Augen zum Sieg des Alleinspielers nötig. Bei einer anderen Spielvariante, ohne Reizen, wird nach vorheriger Vereinbarung mehr bezahlt: Für einen Gewinn ab 91 Augen (die beiden Gegenspieler sind dabei unter 30 Augen und damit im Schneider) und noch mehr für einen Gewinn mit allen Stichen (die Gegenspieler sind Matsch).

## Die Kartenwerte

### Stichkraft
Die Stichkraft wächst im Großen und Ganzen mit dem Augenwert. Somit stellt das Daus (A) den ranghöchsten Kartenwert dar. Es folgen: Zehner (10) > König (K) > Ober (O) > Unter (U) > Neuner (9) > Achter (8) > Siebener (7) > Sechser (6)
| Hierarchie der Kartenwerte |                    |                    |                    |
| Farben                     |                    |                    |                    |
| Eichel                     | Gras               | Herz               | Schellen           |
| A 10 K O U 9 8 7 6         | A 10 K O U 9 8 7 6 | A 10 K O U 9 8 7 6 | A 10 K O U 9 8 7 6 |

### Augenwerte
Die Karten haben die gleichen Augenwerte wie beim Schafkopf. Der Zehner liegt damit wertmäßig mit 10 Augen nur knapp unter dem Ass (Sau, Daus 11 Augen), aber weit vor König (4), Ober (3) und Unter (2). Die Werte der Spatzen (Neuner bis Sechser) spielen nur während des Spiels aufgrund ihrer Stichkraft eine Rolle, haben aber am Spielende keinen Abrechnungswert.
| Kartenwert | Symbol | Augen |
| Daus       | A      | 11    |
| Zehner     | 10     | 10    |
| König      | K      | 4     |
| Ober       | O      | 3     |
| Unter      | U      | 2     |
| Neuner     | 9      | 0     |
| Achter     | 8      | 0     |
| Siebener   | 7      | 0     |
| Sechser    | 6      | 0     |

### Trümpfe
Die Trumpffarbe wird vom jeweiligen Alleinspieler bestimmt. Für ein Spiel sind dann alle neun Karten der angesagten Farbe Trumpf, wobei die Reihenfolge innerhalb der Trumpffarbe unverändert bleibt. Permanente Trümpfe wie bei Skat, Doppelkopf oder Schafkopf existieren beim Bayerischen Tarock nicht.
Dennoch gibt es eine Spielvariante, bei der festgelegt ist, dass bei Spielen mit Stockaufnahme Herz ständige Trumpffarbe ist, während bei Handspielen die Trumpffarbe vom Alleinspieler bestimmt werden kann.

## Kartenausgabe
Jeder Spieler zieht eine Spielkarte vom Kartenstoß. Der Spieler, der die Karte mit dem höchsten Wert zieht, wird zum Geber. Nach gründlichem Mischen und Abheben des Spielers in Mittelhand (zu seiner Rechten) teilt der Kartengeber in folgender Reihenfolge aus:
- jedem Spieler vier
- jedem Spieler drei
- drei Karten in den Stock (Gstaat)
- jedem Spieler vier

## Das Reizen
Generell gilt beim Tarocken, dass die Ansage eines Handspiels stärker ist als ein Aufnahmespiel.
Gereizt werden kann in den Stufen
- Ich spiele (womit der Ansager erklärt, das eigentliche Spielziel von mindestens 61 Augen in seinen Stichen mit Aufnahme des Stocks zu erreichen)
- Hand (womit der Ansager erklärt, das eigentliche Spielziel von mindestens 61 Augen in seinen Stichen ohne Aufnahme des Stocks zu erreichen)

Nach der Ansage "Hand" erfolgt das Reizen in Fünferschritten:
- Fünf mehr (66 Augen werden angestrebt)
- Zehn mehr (71 Augen werden angestrebt)

et cetera.
Dies kann so weitergehen bis zur Ansage
- 55 mehr (116 Augen werden angestrebt) und
- Durch (Dies bedeutet, dass der Alleinspieler alle Stiche zu machen beabsichtigt.)

In manchen Orten hat es Tradition, dass ein Spieler, der durch seine Mitspieler nicht zum Reizen gezwungen wurde, sich selbst durch eine Ansage steigern darf. Auch beim Selbststeigern gilt, dass das betreffende Spiel lediglich als Handspiel, also ohne Aufnahme des Stocks, zulässig ist.
Wird die vom Alleinspieler letztlich angekündigte Augenzahl nicht erreicht, ist das Spiel für ihn verloren.
Es gibt auch eine Variante ohne Reizen: Hierbei meldet jeder Spieler im Uhrzeigersinn seine Spielwünsche an bzw. sagt „weiter“. Gibt es mehrere Alleinspiel-Wünsche, so gilt folgende Reihenfolge der Spielmöglichkeiten (beginnend mit der höchsten):
- Bettel geht vor
- Handspiel in Herz geht vor
- Handspiel in den übrigen Farben geht vor
- Stockspiel in Herz geht vor
- Stockspiel in den übrigen Farben

Reizt niemand bzw. erklärt sich niemand bereit ein Spiel zu wagen, so werden die Karten zusammengeworfen und vom nächsten Spieler neu verteilt.

## Spielarten
Der Alleinspieler hat drei Möglichkeiten:

### Stock-Spiel (Aufnahme, Hineinschauen, Frage-Spiel)
Der Alleinspieler kann den Stock aufnehmen und gegen drei unpassende Karten austauschen. Er darf sich dann entscheiden, welche Farbe Trumpf werden soll. In einer anderen Spiel-Variante ist diese Spielform nur für die Trumpffarbe Herz (bayer. Herz-Neischaugn) erlaubt.

### Hand (Solo)
Der Stock wird nicht angesehen, zählt aber zu den Punkten des Alleinspielers. Dieser sagt an, welche Farbe ab sofort Trumpf sein soll.

### Bettel
Der Alleinspieler darf bei dieser Variante keinen Stich machen. Die Augen werden beim Bettel nicht gezählt. Der Bettel wird auch bei anderen Spielen wie bei Skat (unter dem Namen Null) oder bei Schafkopf praktiziert. Einen Bettel zu spielen empfiehlt sich allerdings nur, wenn man überwiegend niedrige Karten ohne Augenwerte (Spatzen) besitzt und/oder in einer Farbe frei ist – um einzelne hohe Kartenwerte bei Gelegenheit abwerfen zu können. Beim Bettel ändert sich die Rangfolge der Kartenwerte: Der Zehner nimmt mit der Bettel-Ansage in jeder Spielfarbe die Position zwischen Unter und Neuner ein. Ansonsten bleibt die Rangfolge der Kartenwerte gleich. Zudem gibt es beim Bettel keine Trumpffarbe. Ferner gilt beim Bettel ausnahmslos Farbzwang.

## Spielweise
Gespielt wird reihum im Uhrzeigersinn. Der Spieler links neben dem Geber (Vorhand) beginnt das Reizen und auch das Ausspielen. Es gelten Farbzwang, Trumpfzwang und auch Stichzwang. Farbzwang bedeutet, dass man zunächst eine angespielte Farbe zugeben muss. Falls dies einem Spieler nicht möglich ist, da er die angespielte Farbe nicht besitzt (farbfrei ist), hat er eine Karte der derzeitigen Trumpffarbe auszuspielen (Trumpfzwang). Erst wenn der Spieler auch keinen Trumpf mehr besitzt, darf er eine beliebige Karte ausspielen (abwerfen). Soweit möglich, ist jeder Spieler dazu gezwungen, die angespielten Kartenwerte zu überstechen, um so den jeweiligen Stich zu erobern. Hier spricht man von Stichzwang. Den Stich gewinnt stets derjenige Spieler, der die höchste Karte zugegeben hat.

## Spielabrechnung
Zu Beginn des Spiels zahlen alle Spieler einen Einsatz in einen Topf (Haferl). Gewonnene Aufnahmespiele werden dem Alleinspieler aus dem Topf bezahlt. Verlorene Spiele werden dem einen Gegner aus dem Topf, dem anderen aus der eigenen Tasche bezahlt.
Bei Handspielen wird der doppelte Grundbetrag ohne den Topf von jedem an jeden bezahlt.
Bei der Variante ohne Reizen werden vor dem Spiel die Gewinnsummen festgelegt: Herz-Neischaugn 1-fach, Solo 2-fach, Herzsolo 3-fach, Bettel 4-fach. Gewinn mit Gegner im Schneider + 1-fach, mit Gegner Matsch nochmal +1-fach. Wie hoch der einfache Gewinn ist und ob das Spielgeld der drei Mitspieler aus einem gemeinsamen Haferl bestritten, oder aus der eigenen Tasche bestritten wird, legen die Spieler vor Beginn fest.
Bei der Spielvariante mit Reizen wird für jede Fünferstufe über dem Spielgewinn (61 Augen) und für jede angesagte Steigerung (Fünf mehr, Zehn mehr, Fünfzehn mehr usw.) jeweils einmal mehr der Grundbetrag gezahlt.
Abrechnungsbeispiel für einen Alleinspieler, der 82 Augen erreicht hat und bis 71 Augen gereizt hat:
- gewonnen (61 Augen erreicht): +1
- "Hand" angesagt: +1
- 66 Augen erreicht: +1
- 71 Augen erreicht: +1
- 76 Augen erreicht: +1
- 81 Augen erreicht: +1
- 66 Augen angesagt: +1
- 71 Augen angesagt: +1

Der Alleinspieler erhält in diesem Beispiel somit den 8-fachen Grundbetrag.
Es gibt allerdings verschiedene Möglichkeiten der Spielabrechnung, so dass sie vorheriger Vereinbarung bedarf.

## Zusätzliche Regeln und Varianten

### Berliner
Beim Berliner ist es allein dem jeweiligen Kartengeber gestattet, ein Spiel mit Stockaufnahme zu spielen. Die anderen Spieler dürfen nur ein Handspiel ansagen. Mitunter wird zugleich vereinbart, dass der Geber bei Stockaufnahme lediglich mit der Trumpffarbe Herz spielen darf.

### Kontra und Re
Ist ein Gegner des Alleinspielers der Überzeugung, dass letzterer sein Spiel verlieren wird, so kann der Gegner vor Ausspiel der ersten Karte ein "Kontra!" ausrufen, wodurch die gegnerische Partei zur spielenden Partei wird und nun das Spielziel des Alleinspielers (ohne Reizvorgang 61 Augen, nach Reizen entsprechend höher) erreichen muss. Durch die Kontra-Ansage wird der Spielwert verdoppelt.
Der Alleinspieler kann auf "Kontra!" wiederum mit der Ansage "Re!" antworten, wodurch er sein ursprüngliches Spielziel bekräftigt und den Spielwert abermals verdoppelt.
Verdoppelungen des Spielwerts durch Kontra und Re und gegebenenfalls durch höhere Versteigerungen wie Supp, Resupp und Hirsch sind beim Bayerischen Tarock eher unüblich. Dennoch können derartige Versteigerungen erlaubt werden.